# Collegio di Stretford and Urmston
Stretford and Urmston è un collegio elettorale situato nella Grande Manchester, nel Nord Ovest dell'Inghilterra, e rappresentato alla Camera dei comuni del Parlamento del Regno Unito. Elegge un membro del parlamento con il sistema first-past-the-post, ossia maggioritario a turno unico; l'attuale parlamentare è Andrew Western del Partito Laburista, che rappresenta il collegio dal 2022.

## Estensione

Stretford and Urmston dal 2010 al 2024

- 1997-2010: i ward del borgo metropolitano di Trafford di Bucklow, Clifford, Davyhulme East, Davyhulme West, Flixton, Longford, Park, Stretford, Talbot e Urmston.
- 2010-2024: i ward del borgo metropolitano di Trafford di Bucklow-St. Martins, Clifford, Davyhulme East, Davyhulme West, Flixton, Gorse Hill, Longford, Stretford e Urmston.
- dal 2024: i ward del borgo metropolitano di Trafford di Bucklow-St. Martins, Davyhulme, Flixton, Gorse Hill and Cornbrook, Longford, Lostock and Barton, Old Trafford, Stretford and Humphrey Park e Urmston.

Il collegio di Stretford and Urmston è uno dei tre del Metropolitan Borough di Trafford e lo copre nella parte settentrionale ed occidentale.

## Membri del parlamento
| Elezione | Elezione       | Deputato        | Partito   |
| -------- | -------------- | --------------- | --------- |
|          | 1997           | Beverley Hughes | Laburista |
| 2010     | Kate Green     |                 | Laburista |
| 2022 (S) | Andrew Western |                 | Laburista |

## Elezioni

### Elezioni negli anni 2020
| Partito                    | Partito                                | Candidato                  | Risultati 4 luglio 2024 | Risultati 4 luglio 2024 |
| Partito                    | Partito                                | Candidato                  | Voti                    | %                       |
| -------------------------- | -------------------------------------- | -------------------------- | ----------------------- | ----------------------- |
|                            | Laburista                              | Andrew Western             | 22 642                  | 49,22                   |
|                            | Conservatore                           | Mark Cornes                | 6 492                   | 14,11                   |
|                            | Reform UK                              | Charlotte Faulkner         | 5 485                   | 11,92                   |
|                            | Workers                                | Kalima Choudhury           | 4 461                   | 9,70                    |
|                            | Verdi                                  | Dan Jerrome                | 4 398                   | 9,56                    |
|                            | Lib Dem                                | Mark Clayton               | 2 216                   | 4,82                    |
|                            | Rejoin EU                              | Jim Newell                 | 308                     | 0,67                    |
|                            |                                        |                            |                         |                         |
| Iscritti                   | Iscritti                               | Iscritti                   | 75 153                  | 100,00                  |
| ↳ Votanti (% su iscritti)  | ↳ Votanti (% su iscritti)              | ↳ Votanti (% su iscritti)  | 46 170                  | 61,43                   |
| ↳ Astenuti (% su iscritti) | ↳ Astenuti (% su iscritti)             | ↳ Astenuti (% su iscritti) | 28 983                  | 38,57                   |
|                            |                                        |                            |                         |                         |
|                            | Esito: collegio confermato a Laburista |                            |                         |                         |

| Partito                    | Partito                                | Candidato                  | Risultati 15 dicembre 2022 | Risultati 15 dicembre 2022 |
| Partito                    | Partito                                | Candidato                  | Voti                       | %                          |
| -------------------------- | -------------------------------------- | -------------------------- | -------------------------- | -------------------------- |
|                            | Laburista                              | Andrew Western             | 12 828                     | 69,65                      |
|                            | Conservatore                           | Emily Carter-Kandola       | 2 922                      | 15,86                      |
|                            | Verdi                                  | Dan Jerrome                | 789                        | 4,28                       |
|                            | Lib Dem                                | Anna Fryer                 | 659                        | 3,58                       |
|                            | Reform UK                              | Paul Swansborough          | 650                        | 3,53                       |
|                            | Rejoin EU                              | Jim Newell                 | 237                        | 1,29                       |
|                            | Indipendente                           | Hazel Gibb                 | 183                        | 0,99                       |
|                            | Freedom Alliance                       | Christina Glancy           | 76                         | 0,41                       |
|                            | SDP                                    | Julien Yvon                | 74                         | 0,40                       |
|                            |                                        |                            |                            |                            |
| Iscritti                   | Iscritti                               | Iscritti                   | 71 387                     | 100,00                     |
| ↳ Votanti (% su iscritti)  | ↳ Votanti (% su iscritti)              | ↳ Votanti (% su iscritti)  | 18 418                     | 25,80                      |
| ↳ Astenuti (% su iscritti) | ↳ Astenuti (% su iscritti)             | ↳ Astenuti (% su iscritti) | 52 969                     | 74,20                      |
|                            |                                        |                            |                            |                            |
|                            | Esito: collegio confermato a Laburista |                            |                            |                            |

### Elezioni negli anni 2010
| Partito                    | Partito                                | Candidato                  | Risultati 12 dicembre 2019 | Risultati 12 dicembre 2019 |
| Partito                    | Partito                                | Candidato                  | Voti                       | %                          |
| -------------------------- | -------------------------------------- | -------------------------- | -------------------------- | -------------------------- |
|                            | Laburista                              | Kate Green                 | 30 195                     | 60,31                      |
|                            | Conservatore                           | Mussadak Mirza             | 13 778                     | 27,52                      |
|                            | Lib Dem                                | Anna Fryer                 | 2 969                      | 5,93                       |
|                            | Brexit                                 | Gary Powell                | 1 768                      | 3,53                       |
|                            | Verdi                                  | Jane Leicester             | 1 357                      | 2,71                       |
|                            |                                        |                            |                            |                            |
| Iscritti                   | Iscritti                               | Iscritti                   | 72 356                     | 100,00                     |
| ↳ Votanti (% su iscritti)  | ↳ Votanti (% su iscritti)              | ↳ Votanti (% su iscritti)  | 50 067                     | 69,20                      |
| ↳ Astenuti (% su iscritti) | ↳ Astenuti (% su iscritti)             | ↳ Astenuti (% su iscritti) | 22 289                     | 30,80                      |
|                            |                                        |                            |                            |                            |
|                            | Esito: collegio confermato a Laburista |                            |                            |                            |

| Partito                    | Partito                                | Candidato                  | Risultati 8 giugno 2017 | Risultati 8 giugno 2017 |
| Partito                    | Partito                                | Candidato                  | Voti                    | %                       |
| -------------------------- | -------------------------------------- | -------------------------- | ----------------------- | ----------------------- |
|                            | Laburista                              | Kate Green                 | 33 519                  | 66,78                   |
|                            | Conservatore                           | Lisa Cooke                 | 13 814                  | 27,52                   |
|                            | UKIP                                   | Andrew Beaumont            | 1 094                   | 2,18                    |
|                            | Lib Dem                                | Anna Fryer                 | 1 001                   | 1,99                    |
|                            | Verdi                                  | Michael Ingleson           | 641                     | 1,28                    |
|                            | Popoli Cristiani                       | Rose Doman                 | 122                     | 0,24                    |
|                            |                                        |                            |                         |                         |
| Iscritti                   | Iscritti                               | Iscritti                   | 71 701                  | 100,00                  |
| ↳ Votanti (% su iscritti)  | ↳ Votanti (% su iscritti)              | ↳ Votanti (% su iscritti)  | 50 191                  | 70,00                   |
| ↳ Astenuti (% su iscritti) | ↳ Astenuti (% su iscritti)             | ↳ Astenuti (% su iscritti) | 21 510                  | 30,00                   |
|                            |                                        |                            |                         |                         |
|                            | Esito: collegio confermato a Laburista |                            |                         |                         |

| Partito                    | Partito                                | Candidato                  | Risultati 7 maggio 2015 | Risultati 7 maggio 2015 |
| Partito                    | Partito                                | Candidato                  | Voti                    | %                       |
| -------------------------- | -------------------------------------- | -------------------------- | ----------------------- | ----------------------- |
|                            | Laburista                              | Kate Green                 | 24 601                  | 53,04                   |
|                            | Conservatore                           | Lisa Cooke                 | 12 916                  | 27,84                   |
|                            | UKIP                                   | Kalvin Chapman             | 5 068                   | 10,93                   |
|                            | Verdi                                  | Geraldine Coggins          | 2 187                   | 4,71                    |
|                            | Lib Dem                                | Louise Ankers              | 1 362                   | 2,94                    |
|                            | Whig                                   | Paul Bradley-Law           | 169                     | 0,36                    |
|                            | Population Party UK                    | Paul Carson                | 83                      | 0,18                    |
|                            |                                        |                            |                         |                         |
| Iscritti                   | Iscritti                               | Iscritti                   | 69 440                  | 100,00                  |
| ↳ Votanti (% su iscritti)  | ↳ Votanti (% su iscritti)              | ↳ Votanti (% su iscritti)  | 46 386                  | 66,80                   |
| ↳ Astenuti (% su iscritti) | ↳ Astenuti (% su iscritti)             | ↳ Astenuti (% su iscritti) | 23 054                  | 33,20                   |
|                            |                                        |                            |                         |                         |
|                            | Esito: collegio confermato a Laburista |                            |                         |                         |

| Partito                    | Partito                                | Candidato                  | Risultati 6 maggio 2010 | Risultati 6 maggio 2010 |
| Partito                    | Partito                                | Candidato                  | Voti                    | %                       |
| -------------------------- | -------------------------------------- | -------------------------- | ----------------------- | ----------------------- |
|                            | Laburista                              | Kate Green                 | 21 821                  | 48,59                   |
|                            | Conservatore                           | Alex Williams              | 12 886                  | 28,69                   |
|                            | Lib Dem                                | Stephen Cook               | 7 601                   | 16,92                   |
|                            | UKIP                                   | David Owen                 | 1 508                   | 3,36                    |
|                            | Verdi                                  | Margaret Westbrook         | 916                     | 2,04                    |
|                            | Cristiano                              | Samuel Jacob               | 178                     | 0,40                    |
|                            |                                        |                            |                         |                         |
| Iscritti                   | Iscritti                               | Iscritti                   | 70 062                  | 100,00                  |
| ↳ Votanti (% su iscritti)  | ↳ Votanti (% su iscritti)              | ↳ Votanti (% su iscritti)  | 44 910                  | 64,10                   |
| ↳ Astenuti (% su iscritti) | ↳ Astenuti (% su iscritti)             | ↳ Astenuti (% su iscritti) | 25 152                  | 35,90                   |
|                            |                                        |                            |                         |                         |
|                            | Esito: collegio confermato a Laburista |                            |                         |                         |

### Elezioni negli anni 2000
| Partito                    | Partito                                | Candidato                  | Risultati 5 maggio 2005 | Risultati 5 maggio 2005 |
| Partito                    | Partito                                | Candidato                  | Voti                    | %                       |
| -------------------------- | -------------------------------------- | -------------------------- | ----------------------- | ----------------------- |
|                            | Laburista                              | Beverley Hughes            | 19 417                  | 50,96                   |
|                            | Conservatore                           | Damian Hinds               | 11 566                  | 30,36                   |
|                            | Lib Dem                                | Faraz Bhatti               | 5 323                   | 13,97                   |
|                            | Respect                                | Mark Krantz                | 950                     | 2,49                    |
|                            | UKIP                                   | Michael McManus            | 845                     | 2,22                    |
|                            |                                        |                            |                         |                         |
| Iscritti                   | Iscritti                               | Iscritti                   | 61 952                  | 100,00                  |
| ↳ Votanti (% su iscritti)  | ↳ Votanti (% su iscritti)              | ↳ Votanti (% su iscritti)  | 38 101                  | 61,50                   |
| ↳ Astenuti (% su iscritti) | ↳ Astenuti (% su iscritti)             | ↳ Astenuti (% su iscritti) | 23 851                  | 38,50                   |
|                            |                                        |                            |                         |                         |
|                            | Esito: collegio confermato a Laburista |                            |                         |                         |

| Partito                    | Partito                                | Candidato                  | Risultati 7 giugno 2001 | Risultati 7 giugno 2001 |
| Partito                    | Partito                                | Candidato                  | Voti                    | %                       |
| -------------------------- | -------------------------------------- | -------------------------- | ----------------------- | ----------------------- |
|                            | Laburista                              | Beverley Hughes            | 23 836                  | 61,11                   |
|                            | Conservatore                           | Jonathan D. Mackie         | 10 565                  | 27,09                   |
|                            | Lib Dem                                | John R. Bridges            | 3 891                   | 9,98                    |
|                            | Indipendente                           | Katie Price                | 713                     | 1,83                    |
|                            |                                        |                            |                         |                         |
| Iscritti                   | Iscritti                               | Iscritti                   | 71 177                  | 100,00                  |
| ↳ Votanti (% su iscritti)  | ↳ Votanti (% su iscritti)              | ↳ Votanti (% su iscritti)  | 39 005                  | 54,80                   |
| ↳ Astenuti (% su iscritti) | ↳ Astenuti (% su iscritti)             | ↳ Astenuti (% su iscritti) | 32 172                  | 45,20                   |
|                            |                                        |                            |                         |                         |
|                            | Esito: collegio confermato a Laburista |                            |                         |                         |

## Risultati dei referendum

### Referendum sulla permanenza del Regno Unito nell'Unione europea del 2016
|             | Collegio              | Lasciare UE % | Rimanere in UE % |
| ----------- | --------------------- | ------------- | ---------------- |
|             | Stretford and Urmston | 48,4%         | 51,6%            |
|             | Inghilterra           | 53,3%         | 46,7%            |
| Regno Unito | 51,9%                 | 48,1%         |                  |